# Mathis Suray
Mathis Suray (Charleroi, 26 juli 2001) is een Belgisch voetballer die bij voorkeur als aanvallende middenvelder. Hij maakte in de zomer van 2024 de overstap van FC Dordrecht naar Go Ahead Eagles. Hij is een zoon van Olivier Suray.

## Carrière

### Jeugd
Mathis Suray speelde in de jeugd van FC Gerpinnes, Royal Charleroi Sporting Club en RSC Anderlecht. Van 2018 tot 2020 was hij bij laatstgenoemde club actief in het reserve-elftal. 

### FC Dordrecht
In de zomer van 2020 vertrok Suray transfervrij naar FC Dordrecht, waar hij een contract tot medio 2023 tekende. Hij debuteerde in het betaald voetbal voor Dordrecht op 5 oktober 2020, in de met 2-0 verloren uitwedstrijd tegen TOP Oss. Tussen november en januari miste hij vervolgens een aantal wedstrijden door een blessure. Hij speelde zestien competitiewedstrijden in zijn eerste seizoen voor Dordrecht. 
Op 15 oktober 2021 ontving Suray een rode kaart in de wedstrijd tegen MVV Maastricht. Na een wedstrijd schorsing keerde hij tegen FC Volendam en scoorde hij zijn eerste twee doelpunten voor FC Dordrecht in een 4-2 nederlaag. Op 18 maart 2022 droeg hij op 20-jarige leeftijd voor het eerst de aanvoerdersband door afwezigheid van captain Toine van Huizen. Hij speelde 32 wedstrijden dat seizoen en kwam tot vijf goals. In zijn derde seizoen was hij geregeld aanvoerder van de club en kwam hij tot één goals en vijf assists.
In zijn vierde seizoen kwam zijn doorbraak. Hij werd de nieuwe aanvoerder van FC Dordrecht en miste geen enkele wedstrijd. Waar FC Dordrecht de seizoenen ervoor in de onderste regionen van de Eerste Divisie meedeed, streed de ploeg in het seizoen 2023/24 mee om de play-off plekken. Na de reguliere competitie, waarin Suray goed was voor dertien goals en zes assists, eindigde FC Dordrecht als vierde, waardoor het deelname aan de play-offs bewerkstelligde. 

### Go Ahead Eagles
Op 16 mei 2024 maakte Go Ahead Eagles bekend dat het Suray had overgenomen van FC Dordrecht. Hij tekende in De Adelaarshorst een contract voor drie seizoenen tot de zomer van 2027, met een optie voor nog een jaar.

## Statistieken
| Seizoen                       | Club            | Competitie     | Competitie | Competitie | Beker | Beker | Europees | Europees | Overig | Overig | Totaal | Totaal |
| Seizoen                       | Club            | Competitie     | Wed.       | Dlp.       | Wed.  | Dlp.  | Wed.     | Dlp.     | Wed.   | Dlp.   | Wed.   | Dlp.   |
| ----------------------------- | --------------- | -------------- | ---------- | ---------- | ----- | ----- | -------- | -------- | ------ | ------ | ------ | ------ |
| 2020/21                       | FC Dordrecht    | Eerste divisie | 16         | 0          | 1     | 0     | 0        | 0        | 0      | 0      | 17     | 0      |
| 2021/22                       | FC Dordrecht    | Eerste divisie | 32         | 5          | 1     | 0     | 0        | 0        | 0      | 0      | 33     | 5      |
| 2022/23                       | FC Dordrecht    | Eerste divisie | 26         | 1          | 1     | 0     | 0        | 0        | 0      | 0      | 27     | 1      |
| 2023/24                       | FC Dordrecht    | Eerste divisie | 39         | 14         | 2     | 0     | 0        | 0        | 0      | 0      | 41     | 14     |
| 2024/25                       | Go Ahead Eagles | Eredivisie     | 30         | 3          | 5     | 2     | 1        | 0        | 0      | 0      | 36     | 5      |
| 2025/26                       | Go Ahead Eagles | Eredivisie     | 0          | 0          | 0     | 0     | 0        | 0        | 1      | 1      | 1      | 1      |
| Carrièretotaal                | Carrièretotaal  | Carrièretotaal | 143        | 23         | 10    | 2     | 1        | 0        | 1      | 1      | 155    | 26     |
| Bijgewerkt op 3 augustus 2025 |                 |                |            |            |       |       |          |          |        |        |        |        |

## Erelijst

### Go Ahead Eagles
KNVB Beker:
- Winnaar (1): 2024/25